# منطقة أشانتي
منطقة أشنتي أو منطقة الأشنتة (بالإنجليزية: Ashanti Region) هي منطقة حكم ذاتي تقع في غانا . يقدر عدد سكانها بـ 4,780,380 نسمة ومساحتها 24,389 كم2 .

## أعلام
- أرسكين أمو وايت